# Jacques-André Cobbé
Jacques-André Cobbé, gedoopt Jacobus Andreas Cobbé (Mechelen, 1682 – Dannemarknagore, 27 juni 1724) was een Zuid-Nederlands militair die werd benoemd tot gouverneur van de keizerlijke factorijen in Oost-Indië, maar sneuvelde terwijl hij probeerde Bankibazar te stichten.

## Leven
Cobbé was de zoon van een Antwerpse advocaat en studeerde rechten aan de Universiteit van Leuven. Hij trouwde en werd griffier aan de Munt van Antwerpen. Toen na de dood van zes kinderen ook nog zijn echtgenote overleed, gaf hij de brui aan zijn baan en ging hij wiskunde en wetenschappen studeren. Hij nam dienst in het leger en werd naar Oostende gestuurd voor dijkwerken. Dankzij het slagen van dit project en van andere vestingwerken in de polders, werd hij begin december 1719 benoemd tot luitenant-generaal van de artillerie.

Kaart van de factorijen aan de Hooghly (1726), gemaakt door Pierre-Philippe Ricquier op basis van informatie afkomstig van Cobbé. Zijn overlijden wordt gesitueerd in de Loge flamande, terwijl het plaatsvond in het belegerde Dannemarknagore.

In zijn Oostendse jaren zal Cobbé veel hebben vernomen over de handel op Oost-Indië en het Verre Oosten die begon op te bloeien in deze haven. Er was een factorij gevestigd in Cabelon en een grotere werd gepland in Bengalen. De Oostendse Compagnie werd opgericht om de private handel te vervangen. In samenwerking met de markies van Prié stuurden reders de Keyser Carolus VI uit onder kapitein John Harrisson en supercargo Alexander Hume, maar de Weense regering vroeg hem een militair en gouverneur toe te voegen. De Prié koos voor Cobbé. Van bij het begin was er spanning tussen Cobbé en de twee anderen, die het commerciële boven het territoriale stelden. Ze lieten hem slechts achttien soldaten en zes kanonnen aan boord nemen, en probeerden dat zelfs betalend te maken.
Op 8 januari 1723 voer de Keyser Carolus VI de haven uit. Ruim vijf maanden later bereikten ze de Coromandelkust. Eerst werden ze ontvangen bij de Denen in Trankebar, dan bij de Fransen in Puducherry, en ten slotte deden ze Cabelon aan, waarvan Luis Diaz de la Peña de leiding overdroeg aan gouverneur Cobbé. Deze nam ook deel aan hofrituelen, waarmee Hume en Harrisson weinig geduld hadden. Ze wilden verder naar de Gangesdelta. Daar wachtten delicate onderhandelingen met de nawab van Bengalen, bemoeilijkt door de vijandigheid van de Engelsen en de Nederlanders. Na een bezoek aan de Franse factorij in Chandannagar, installeerde Cobbé zich in Dannemarknagore, een concessie op de rivier de Hooghly die in 1714 door de Denen was verlaten.
Om effectief een terrein voor de toegezegde factorij te krijgen, was een parwana van de nawab vereist. Diens doel was er munt uit slaan, wat hij optimaliseerde door steekpenningen van beide kanten te aanvaarden. Na enkele bezoeken aan het hof in Murshidabad was er op 8 januari 1724 een voorlopige overeenkomst en konden Harrisson en Hume zich gereedmaken om terug te keren met een mooie retourvracht. Cobbé's eis dat ze zouden bijdragen aan de sommen voor de parwana, wezen ze af, waarop hij hen koudweg liet opsluiten tot ze toegaven. 
Na hun vertrek bleek de ambitieuze generaal de buit nog niet binnen te hebben. Er kwamen nieuwe eisen, die hem zijn geduld deden verliezen en grijpen naar geweld. Hij kaapte enkele vaartuigen en rekruteerde deserteurs, avonturiers en inlanders voor een legertje. Met een garnizoen van 650 man verschanste hij zich in Dannemarknagore voor de troepen van de nawab. Na een paar maanden beleg werd Cobbé op 22 juli geraakt in de arm. Hij stierf vijf dagen later aan complicaties, het sein voor het garnizoen om te capituleren.